# استلیوش یانوکوپولوش
استلیوش یانوکوپولوش (یونانی: Στυλιανός Γιαννακόπουλος؛ زادهٔ ۱۲ ژوئیهٔ ۱۹۷۴) یک بازیکن فوتبال، و ورزشکار اهل یونان است.
از باشگاه‌هایی که در آن بازی کرده‌است می‌توان به المپیاکوس، بولتون واندرز، و هال سیتی اشاره کرد.
وی همچنین در تیم ملی فوتبال یونان بازی کرده‌است.